# Hijo de crianza
Hijo de crianza es aquel que ocupa el lugar de un hijo en virtud del lazo afectivo que lo une con sus padres de crianza, sin que exista un lazo de consanguinidad ni civil.

## Colombia
El hijo de crianza es un fenómeno social no previsto en la ley pero reconocido por vía jurisprudencial, que hace referencia a aquella persona que en relación con otra llamada “padre o madre de crianza” ocupa el lugar de un hijo en virtud del lazo afectivo que los une, sin que exista un lazo de consanguinidad ni civil originando en un momento determinado derechos y obligaciones.